# Alfred Parépou
Œuvres principales
Atipa (roman)
Alfred Parépou de son vrai nom Pierre Félix Athénodor Météran, né le 5 août 1841 à Cayenne en Guyane, décédé le 29 mars 1887, est un écrivain  français.
Il est considéré dans le monde entier comme le premier à avoir écrit un roman dans une langue créole et est aussi connu pour avoir écrit le plus célèbre des roman guyanais, Atipa.

## Biographie
Alfred Parépou, pseudonyme de Pierre Félix Athénodor Météran, est né en 1841 à Cayenne. Sa mère, Eugénie Elisabeth est une esclave affranchie en 1835. Il est écrivain dans la Marine dès 1859, et termine sa carrière en 1875 comme commissaire de Marine,. De 1880 à 1883, il se cionsacre à l'orpaillage puis à la politique en tant que membre du Conseil général de Guyane. De conviction républicaine, il représente la circonscription «Oyapoc-Kaw-Approuague»  de 1886 à 1887,.
Alfred Parépou évoque, dès 1934, l'identité linguistique et culturelle de la Guyane.

## Critique historique
Le roman Atipa est écrit par un certain Alfred Parépou. Cependant, Albert Valdman note que l'identité de celui-ci n'est pas établie définitivement. Les exégètes, qui considèrent ce nom comme un pseudonyme, ne semblent pas non plus à trancher de façon définitive entre deux thèses de paternité possibles: celle d'Alfred de Saint-Quentin et celle d'un certain Pierre Félix Athénodore Météran (ou Méteyrand/ Méttérand, né en mai 1841). Cette deuxième hypothèse semble avérée,.
Catherine Le Pelletier, quant à elle, explique : « en ajoutant l'adjectif « guyanai », Parépou a clairement spécifié le lieu où se situe l'ouvrage. Il s'agit d'un livre qui entre totalement dans la lignée du régionalisme de l'époque. mais nous pensons qu'ils s'agit bien aussi d'une affirmation identitaire. Atipa est une chronique exclusivement guyanaise, avec une critique marquée de sa société ».

## Résumé
Atipa constitue le  premier texte littéraire en créole guyanais. Il ne répond pas aux normes classiques du roman, mais constitue plutôt une chronique satirique de la vie en Guyane durant les premiers balbutiements de la IIIe République.
Composé de douze chapitres, l'ouvrage expose douze rencontres et dialogues entre Atipa et ses compatriotes créoles.
Dans un style souvent naïf mais plein de bon sens et non dénué d'humour, Atipa évoque la vie quotidienne de l'époque et fait le constat des problèmes politiques et socio-économiques qui accablent la colonie durant la seconde moitié du XIXe siècle.

## Œuvres

### Roman
- Atipa, Paris, (1885)

### Adaptations
Le roman Atipa revient 135 ans après en bande-dessinée. Premier roman en langue créole, Atipa est reconnu comme «œuvre représentative de l'humanité» par l'UNESCO.
Le personnage central, Atipa, est un ouvrier des mines d'or venu se reposer chez lui à Cayenne quelque temps. Chaque jour, il rencontre des amis et des connaissances, ce qui engendre des discussions dans lesquelles aucun membre de la société, quel que soit son origine ou son statut social, n'est épargné.
Au fil des pages, de nombreux thèmes sont abordés - langue, religion, politique, culture, etc. - qui confèrent une véritable richesse à cet ouvrage et en permettent différentes lectures.
Considéré comme le premier livre écrit dans une langue créole, il a été distingué par l'UNESCO dans la collection d'œuvres représentatives de la littérature mondiale. En 2017, la Collectivité territoriale de Guyane le met à l'honneur en promulguant une année Atipa. Dans ce cadre, la bande dessinée a été proposée tant pour faire connaître le roman que pour distraire un plus large public.